# Бернсайд (Кентуккі)
Бернсайд (англ. Burnside) — місто (англ. city) в США, в окрузі Пуласкі штату Кентуккі. Населення — 694 особи (2020).

## Географія
Бернсайд розташований за координатами 37°0′38″ пн. ш. 84°39′0″ зх. д. / 37.01056° пн. ш. 84.65000° зх. д. (37.010438, -84.649949).  За даними Бюро перепису населення США в 2010 році місто мало площу 21,36 км², з яких 8,38 км² — суходіл та 12,98 км² — водойми. В 2017 році площа становила 26,19 км², з яких 10,76 км² — суходіл та 15,43 км² — водойми.

## Демографія
Згідно з переписом 2010 року, у місті мешкало 611 особа в 279 домогосподарствах у складі 168 родин. Густота населення становила 29 осіб/км².  Було 390 помешкань (18/км²).
Расовий склад населення:
| - 95,3 % — білих - 0,8 % — азіатів - 0,5 % — корінних американців - 0,3 % — чорних або афроамериканців - 1,6 % — осіб інших рас |

До двох чи більше рас належало 1,5 %. Частка іспаномовних становила 2,0 % від усіх жителів.
За віковим діапазоном населення розподілялося таким чином: 18,0 % — особи молодші 18 років, 60,7 % — особи у віці 18—64 років, 21,3 % — особи у віці 65 років та старші. Медіана віку мешканця становила 45,8 року. На 100 осіб жіночої статі у місті припадало 90,9 чоловіків;  на 100 жінок у віці від 18 років та старших — 88,3 чоловіків також старших 18 років.
Середній дохід на одне домашнє господарство  становив 49 336 доларів США (медіана — 31 196), а середній дохід на одну сім'ю — 58 003 долари (медіана — 45 909). Медіана доходів становила 48 558 доларів для чоловіків та 29 000 доларів для жінок. За межею бідності перебувало 34,1 % осіб, у тому числі 31,3 % дітей у віці до 18 років та 23,9 % осіб у віці 65 років та старших.
Цивільне працевлаштоване населення становило 259 осіб. Основні галузі зайнятості: освіта, охорона здоров'я та соціальна допомога — 43,2 %, роздрібна торгівля — 14,3 %, виробництво — 12,4 %.